# Lautrec
Lautrec ist eine französische Gemeinde mit 1690 Einwohnern (Stand 1. Januar 2022) im Département Tarn in der Region Okzitanien. Sie gehört zum Arrondissement Castres und zum Kantons Plaine de l’Agoût.
Die Gemeinde liegt in der Landschaft Lauragais und wird vom Flüsschen Bagas durchquert. Lautrec ist als eines der Plus beaux villages de France (schönsten Dörfer Frankreichs) klassifiziert.

## Geschichte
Der Ort, an dem sich heute Lautrec befindet, wurde zunächst von einem keltischen Stamm, den „Cambolectri Atlantici“, und später von den Römern besiedelt.
Während einer Rast auf der Durchreise legte Karl der Große den Grundstein für die primitive Kirche Saint-Rémy. Diese befand sich in der Nähe des heutigen Waschhauses Saint-Rémy und ist heute verschwunden.
Gegründet wurde Lautrec um das Jahr 940. Das Lautrécois genannte Gebiet befand sich zwischen dem Dadou und dem Agout im Zentrum des Albigeois. Der erste Vicomte (Vizegraf) von Lautrec war Sicard, Sohn von Bernard, dem Vicomte von Albi, der sein Land zwischen seinen beiden Söhnen aufteilte.
Die fruchtbare Region Lautrécois erweckte jedoch sehr schnell das Interesse der großen Ritterfamilien. 1306 sicherte sich auch der französische König Philipp IV. einen Teil des Landes. So wurde das Lautrécois zu einem Flickenteppich, das von verschiedenen Mächten regiert wurde, allen voran den Nachkommen von Isarn de Lautrec und den Grafen von Foix.
Im Mittelalter hatte Lautrec bis zu 4500 Einwohner. Im Gegensatz zu Cordes-sur-Ciel oder Réalmont ist Lautrec keine Bastide des 13. Jahrhunderts, da es deutlich älter ist und deshalb kein rechtwinkliges Straßenraster besitzt. Lautrec mit seinen engen Häuserreihen und ihren roten Ziegeldächern, die sich um den Hügel La Salette schlängeln, befindet sich auf einem Kalksteinplateau. Damit hat Lautrec eine ideale Verteidigungslage. Um das Jahr 1000 wurde der Hügel Montlausain befestigt. Dort bauten die Vicomtes ihr „Castrum“. Dieses wurde von zwei Mauern umgeben, die jeweils acht Tore besaßen.
Die Gemeinde suchte hinter ihren Stadtmauern und Gräben Schutz. Von diesen Anlagen ist heute nur noch wenig zu sehen – zum Beispiel das Caussade-Tor. Benötigt wurden sie allerdings häufig: Lautrec litt sehr unter den großen Kriegen des Ancien Régime und dem Albigenserkreuzzug, bei dem der Vicomte abwechselnd auf der Seite der Kreuzritter oder der des Grafen von Toulouse stand. Auch vom Hundertjährigen Krieg und vor allem den Hugenottenkriegen wurde Lautrec heimgesucht. Im Gegensatz zu seinem großen Nachbarn Castres, war Lautrec eine katholische Hochburg und lehnte sich deshalb gegen ihn auf. Schließlich hat die Französische Revolution auch dieses Gebiet nicht verschont. So wurden viele Benediktiner und Franziskaner aus der Region vertrieben.

## Bevölkerung
| Jahr      | 1962  | 1968  | 1975  | 1982  | 1990  | 1999  | 2005  | 2007  | 2018  |
| --------- | ----- | ----- | ----- | ----- | ----- | ----- | ----- | ----- | ----- |
| Einwohner | 1.672 | 1.508 | 1.316 | 1.503 | 1.527 | 1.554 | 1.673 | 1.706 | 1.755 |

Die Einwohner Lautrecs werden Lautrécois genannt.

## Sehenswürdigkeiten
- Mittelalterlicher Ortskern

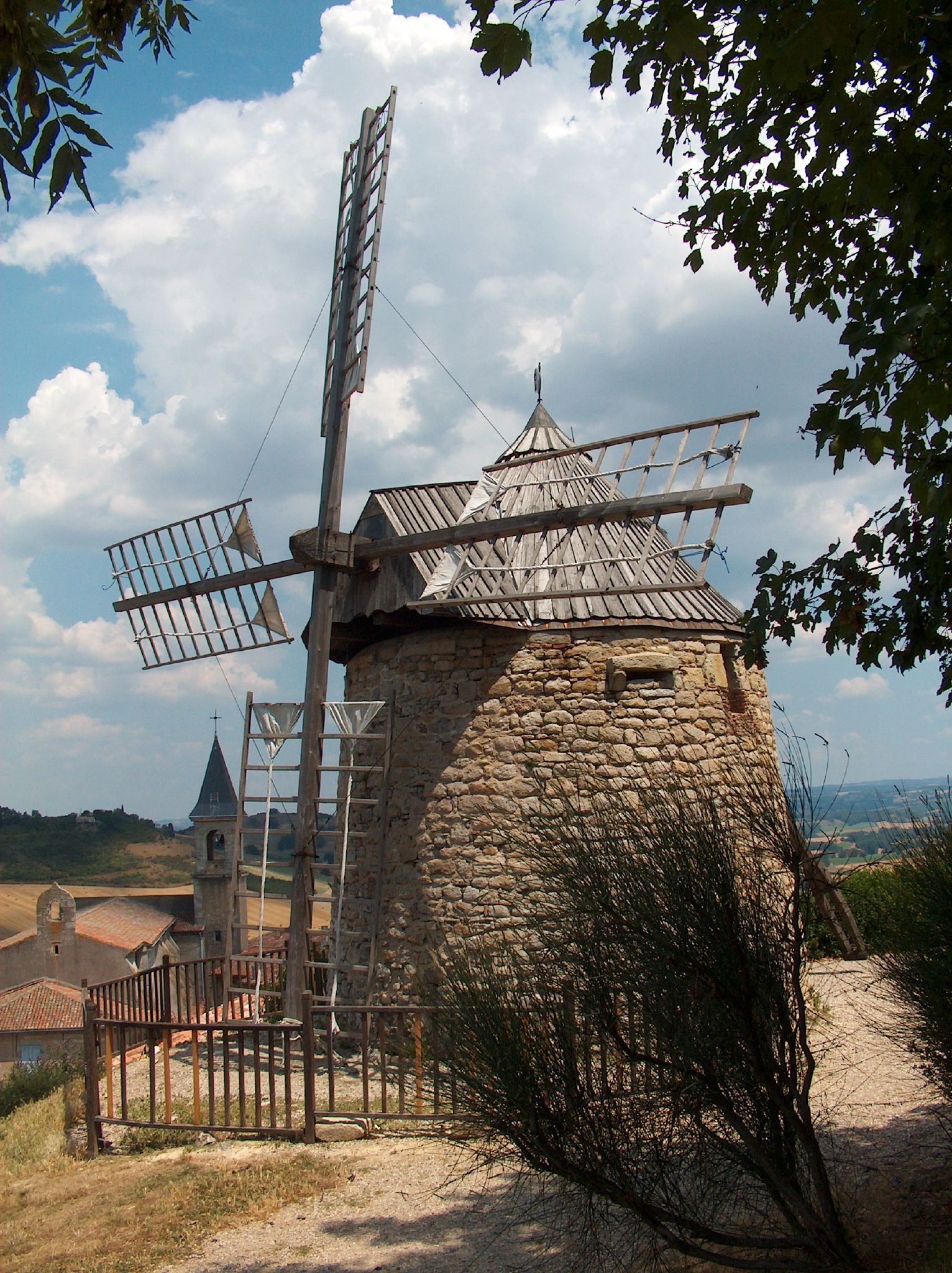
Windmühle

- Stadttor Porte de la Caussade (13. Jahrhundert)
- Häuser des 16. Jahrhunderts
- Place Centrale und Markthalle des 14. Jahrhunderts
- Stiftskirche Saint-Rémy
- Windmühle (1688)
- Kreuzweg (Calvaire) von La Salette (328 m)
- Römerstraße
- Waschhaus

## Persönlichkeiten
- Odet de Foix (1485–1528), Seigneur de Lautrec und Marschall von Frankreich